# Parathuramminidae
Parathuramminidae es una familia de foraminíferos bentónicos de la Superfamilia Parathuramminoidea, del Suborden Fusulinina y del Orden Fusulinida. Su rango cronoestratigráfico abarca desde el Wenlockiense (Silúrico medio) hasta el Viseense (Carbonífero inferior).

## Discusión
Algunas clasificaciones más recientes incluyen Parathuramminidae en el Suborden Parathuramminina, del Orden Parathuramminida, de la Subclase Afusulinina y de la Clase Fusulinata.

## Clasificación
Parathuramminidae incluye a las siguientes subfamilias y géneros:
- Subfamilia Parathurammininae
  - Cribrosphaeroides †
  - Parathurammina †
  - Parathuramminites †
  - Saltovskajina †
- Subfamilia Irregularininae
  - Irregularina †
  - Pachythurammina †
  - Palachemonella †

Clasificaciones más recientes han elevado la Subfamilia Irregularininae a la categoría de familia (Familia Irregularinidae), e incluso de superfamilia (Superfamilia Irregularinoidea).
Otros géneros considerados en Parathuramminidae son:
- Bullella † de la Subfamilia Parathurammininae
- Bykovaella † de la Subfamilia Parathurammininae
- Cribrosphaera † de la Subfamilia Parathurammininae, sustituido por Cribrosphaeroides
- Kolongella † de la Subfamilia Parathurammininae, aceptado como Parathurammina
- Neoivanovella † de la Subfamilia Parathurammininae, aceptado como Salpingothurammina
- Paralagena † de la Subfamilia Parathurammininae
- Polygonella † de la Subfamilia Parathurammininae, aceptado como Salpingothurammina
- Radiosphaerella † de la Subfamilia Parathurammininae, aceptado como Salpingothurammina
- Salpingothurammina † de la Subfamilia Parathurammininae, aceptado como subgénero de Parathurammina, Parathurammina (Salpingothurammina)
- Sibiriella † de la Subfamilia Parathurammininae, aceptado como Parathuramminites
- Suleimanovella † de la Subfamilia Parathurammininae, aceptado como Parathuramminites

Otro género de Parathuramminidae no asignado a ninguna subfamilia es:
- Turaensis †, de posición taxonómica incierta